# Pachycephala jacquinoti
Pachycephala jacquinoti е вид птица от семейство Pachycephalidae. Видът е почти застрашен от изчезване.

## Разпространение
Видът е разпространен в Тонга.